# Erik Eriksen
Erik Eriksen, född 20 november 1902 i Brangstrup i Ringe socken på Fyn, död 7 oktober 1972 i Esbjerg, var Danmarks statsminister under perioden 30 oktober 1950 till 30 september 1953. Han var också partiledare för Venstre åren 1950–1965.
Han föddes på en gård i Ringe på Fyn, som son till lantbrukarna Sofie Hedvig Kristine Jensen och Paul Eriksen. Han blev ordförande för Venstres ungdomsförbund 1930. 1935 valdes han in i Folketinget, där han satt kvar till 1968.
Till ett av Eriksens stora arbeten som politiker hörde revideringen av Danmarks nya grundlag, vilken trädde i kraft den 5 juni 1953. Han var dessutom engagerad i nordiska frågor, och var ordförande i danska Föreningen Norden 1964–1971.
Eriksen är begravd på Ringe kyrkogård på Fyn.

## Utmärkelser
- Kommendör med stora korset av Vasaorden, 24 mars 1952.[1]